# Fidei Depositum
Fidei depositum – konstytucja apostolska papieża Jana Pawła II, wydana 11 października 1992, której mocą opublikowany został Katechizm Kościoła Katolickiego.
Dokument, publikowany w wielu językach w narodowych edycjach Katechizmu Kościoła Katolickiego, wyjaśnia motywy i przedstawia historię jego powstania. Papież prezentując w nim nowy katechizm uzasadnił, dlaczego przyjęto czteroczęściową strukturę, odwołującą się do Katechizmu Piusa V: wyznanie wiary, liturgia, dekalog i modlitwa. Wraz z nowym Kodeksem Prawa Kanonicznego oraz Kodeksem Kanonów Katolickich Kościołów Wschodnich, Katechizm Kościoła Katolickiego był kolejnym ważnym dla funkcjonowania Kościoła katolickiego dokumentem opublikowanym za pontyfikatu papieża Jana Pawła II.
Polska edycja tekstu konstytucji nie zawiera podziału na rozdziały. Wersja łacińska i inne wersje językowe posiadają następujący podział:

I. Wstęp

II. Historia redakcji i motywy powstania

III. Układ tematyczny tekstu

IV. Znaczenie doktrynalne dokumentu

V. Zakończenie